# Tshamano Sebe
Tshamano Sebe (* 24. Dezember 1960 in der Region von Soweto, Südafrika) ist ein südafrikanischer Schauspieler.

## Ehrung
Tshamano Sebe gewann am 28. Oktober 2006 in Johannesburg bei dem südafrikanischen SAFTA Awards den Preis für den besten Darsteller für seine Rolle als Biza in der südafrikanischen TV-Comedyserie Stokvel.

## Filmografie (Auswahl)
- 1996: Die weiße Löwin, Krimi
- 2006: Folge deinem Herzen
- 2007: Der Tod meiner Schwester, Krimi
- 2011: Buschpiloten küsst man nicht, Abenteuerkomödie
- 2011: Die Minensucherin, Drama
- 2013: Of Good Report, Thriller
- 2015: Einfach Rosa – Wolken über Kapstadt, Fernsehreihe
- 2019: 8, Horror